# Barbolani di Montauto
I Barbolani di Montauto sono una famiglia aristocratica tra le più antiche d'Italia che, per secoli, ha avuto grande importanza nella storia politica, militare, culturale e religiosa soprattutto della Toscana.
Influente già nel X secolo, periodo in cui i suoi membri furono signori di Galbino, Anghiari, Caprese e Montauto, la dinastia fu insignita dei titoli di: conti di Montauto per concessione imperiale, marchesi del Sacro Romano Impero, marchesi di Montevitozzo per disposizione medicea, baroni di Schifanoia (Narni), signori di Valle e di Montione (Arezzo).

## Storia della famiglia e della contea di Montauto (1040-1815)
Il primo riconoscimento imperiale alla stirpe risale all'anno 967, quando l'imperatore Ottone I confermò a Goffredo Barbolani, figlio di Ildebrando, i feudi posseduti nell'alta valle Tiberina.
Nel 1040, Ardingo Barbolani, figlio di Teuzzone (discendente da Teuzzo degli Attalberti, progenitore dei vari rami della progenie), ricevette
l'investitura di primo conte di Montauto dall'imperatore Enrico IV, a Roma per l'incoronazione.
Nel 1187, Ranieri Barbolani, figlio di Ardengo di Montauto, - che figurava insieme al fratello Bernardo con il titolo di conte fra i grandi feudatari della corte di Toscana - ricevette dall'imperatore Federico Barbarossa un privilegio feudale che Enrico VI di Svevia confermò poi nel 1196. I privilegi furono approvati anche da Ottone IV di Brunswick nel 1210 e da Federico II nel 1220. Nel 1170 aveva riunito le linee e i possessi di Galbino e Montauto.
Francesco d’Assisi, nel cammino da Assisi alla Verna, venne ospitato ripetutamente al Castello di Montauto, essendo questo e la Contea attorno un luogo sicuro e ospitale. Divenne amico del Conte Alberto e dei figli di questo.
Il 30 settembre 1224, il conte Alberto II ricevette  Francesco d'Assisi già latore delle stigmate (ricevute sul Monte della Verna) e già venerato come Santo: Francesco disse che sarebbe presto congiunto al Padre celeste ed Alberto gli chiese di lasciargli un ricordo. Francesco non possedeva niente e per questo decise di lasciargli la sola cosa che aveva addosso, la tonaca; in cambio fu cucita una nuova con la quale proseguì il suo ultimo viaggio. La tonaca di San Francesco fu conservata per secoli nella rocca e, oggi, venerata nel santuario francescano della Verna. La tonaca con la quale è seppellito nella basilica di Assisi è quella ricevuta al Castello di Montauto.
Nel 1289, Ubertino Barbolani, detto Bocca, guidò gli aretini a Campaldino contro i fiorentini. Negli anni successivi i Barbolani persero il governo della città di Arezzo, e anche il castello di Anghiari. Alla sua morte i discendenti si divisero la contea costituendo una tacita ed irrequieta consorteria che avrebbe governato il
feudo in condominio per oltre due secoli
I privilegi feudali ricevuti dalla contea consistevano nell'esercizio del mero e misto imperio, nel diritto di battere moneta, di asilo
politico e altro: l'atto di accomandigia sottoscritto col granduca di Toscana garantiva la tutela militare e, per questo, il reggente partecipava ogni anno, nel giorno di san Giovanni Battista a Firenze, al corteo di omaggio feudale ai Medici, poi Asburgo-Lorena.
Nel 1355 Carlo IV riunì tutte le precedenti concessioni in un unico privilegio, conferendo il diploma di signori di Montauto a Niccolò I e Tebaldo, figli di Ranieri di Andrea Barbolani di Montauto.
Nel 1385 Lazzaro I di Niccolò da Montauto ottenne da Firenze l'accomandigia per la contea di Montauto, mantenendo, sia pure sotto l'influenza della signoria fiorentina, le prerogative di feudatari imperiali. Da allora i Barbolani fiancheggiarono costantemente Firenze, in particolare durante il granducato mediceo. Nel 1503 il Castello di Montauto, attaccato dai fiorentini con uno stratagemma, fu abbandonato. L’attacco aveva anche un secondo fine: portar via la tonaca di San Francesco in esso custodita. Nel 1506 infatti, troviamo che la tonaca è custodita a S.Miniato al Monte a Firenze (portata dal capitano di ventura Giacomini vantatosi di averla rubata a Montauto). Comunque, nel 1513 fu iniziato il restauro del Castello e delle mura con un aiuto finanziario dei Medici, come ringraziamento per il rifugio avuto dai Barbolani. Già nel 1520 la Contea era pienamente attiva e Giovanni totalmente sovrano.

Tra i personaggi più noti si ricorda Pier Francesco II Barbolani (o più comunemente il "signor Otto" o Signorotto), figlio primogenito di Antonio I dei conti di Montauto e di Simona della Doccia di Marco, militò dalla prima gioventù nella compagnia di Giovanni dalle Bande Nere, presso il quale raggiunse il grado di colonnello. Morto il condottiero, papa Clemente VII (già ospitato da Barbolani nella Contea) lo prepose nel 1527 alla difesa di Pisa. Alla caduta dei Medici passò alle dipendenze della repubblica fiorentina. Dopo alterne vicende, fu al servizio degli Strozzi e del cardinale Ippolito dei Medici. Fu luogotenente di Alessandro Vitelli e per conto dell'imperatore Carlo V d'Asburgo occupò a lungo la fortezza di Firenze. Insieme al fratello Federigo, combatté infine per Cosimo de' Medici a Piombino, Parma e Siena. Federigo fu quindi governatore dello Stato di Siena per dieci anni dal 1572 al 1582, anno della sua morte. Federigo I, il più noto personaggio della dinastia, sposato con la cugina Margherita di Montauto (figlia di Leonardo), nel 1543 ebbe da Carlo V la conferma feudale col privilegio di battere moneta propria. Predominò sui congiunti rivali per governare infine da solo la contea. Insieme alla moglie fu sepolto nel vicino convento dei Cappuccini: i Barbolani avevano la tomba di famiglia nella pieve di Arezzo.

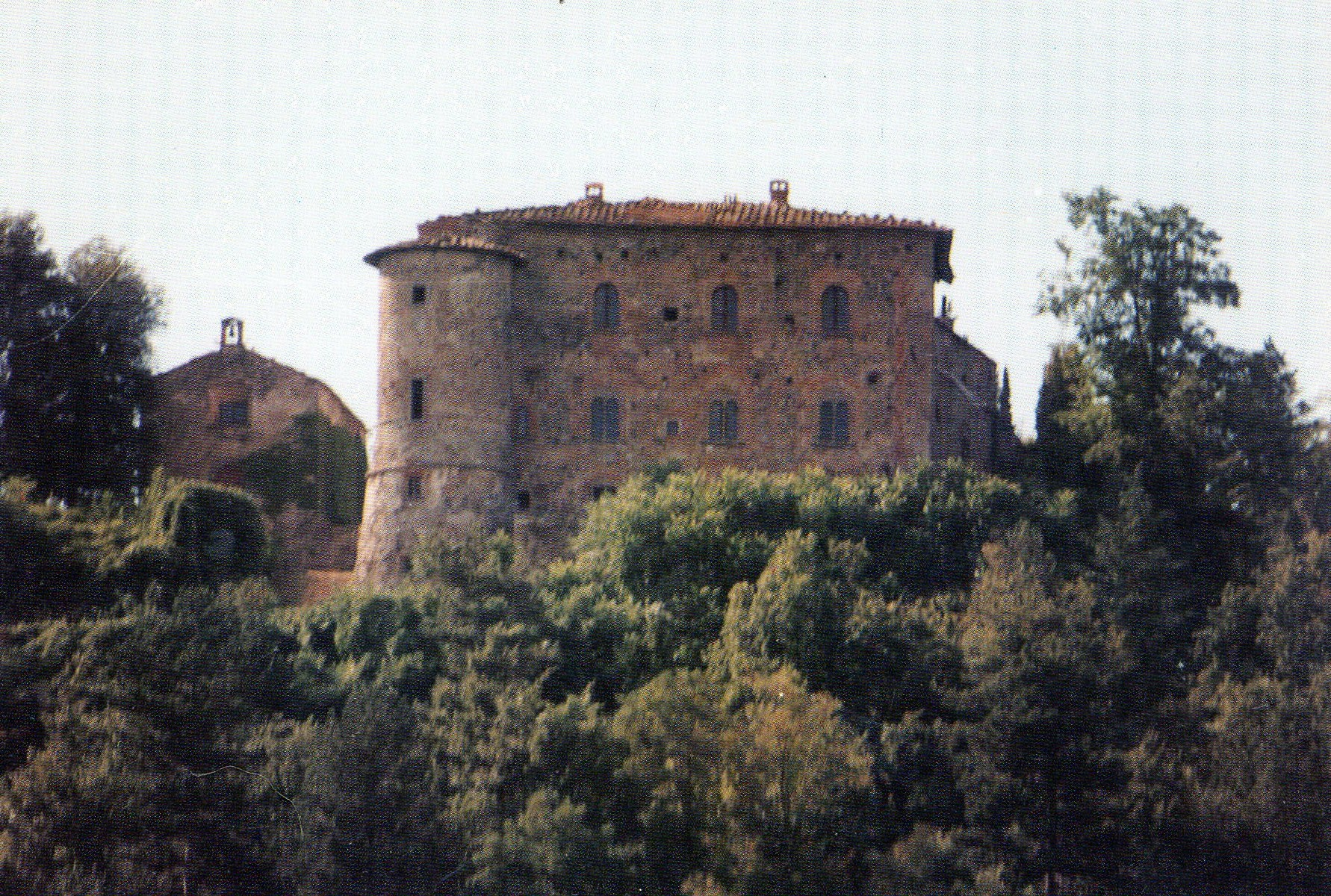
Veduta del castello di Montauto e della cappella gentilizia

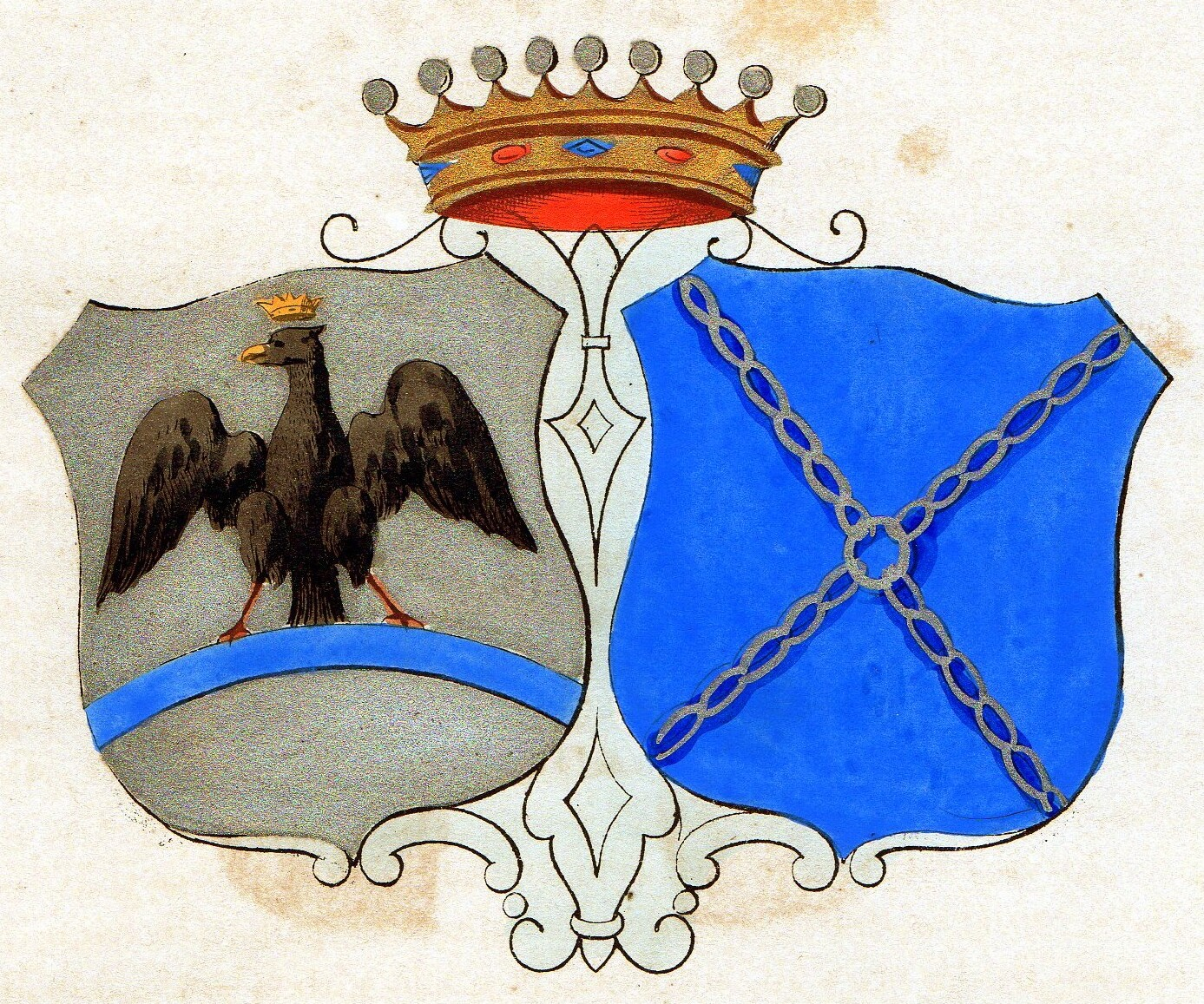
Stemma dei Barbolani di Montauto e di Montevitozzo
(litografia della fine dell'Ottocento)

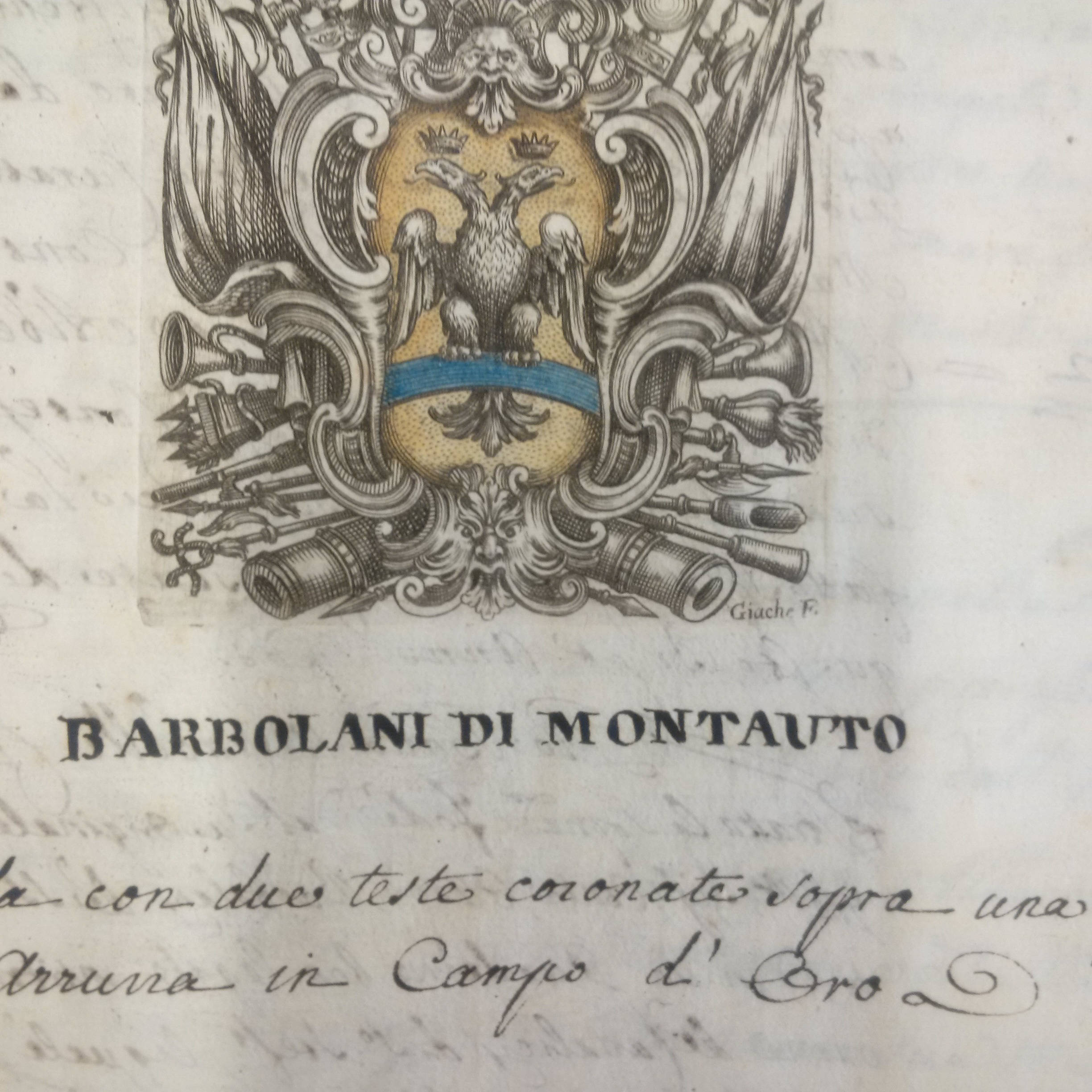
Arch. di Stato Firenze, racc. Sebregondi

Nel 1566 Bartolomeo, figlio di Montauto e Giulia de Luzarches, in qualità di capitano dei fanti italiani, prese parte alla guerra del Portogallo (1573). In occasione del suo matrimonio con Isabella Appiano d'Aragona - erede del principato di Piombino che portò ai Montauto i feudi di Valle e di Montione, con rinuncia alla sovranità sulla contea di famiglia - fu colmato di onori dai Medici, sempre vigili agli eventi del vicino Stato, che miravano a porre sotto il loro diretto dominio. Nel 1582 il granduca Francesco I lo nominò gentiluomo di camera, ma la passione militare lo spinse a continuare la carriera delle armi. Passato al servizio pontificio col grado di maestro del campo, combatté in Ungheria con Gianfrancesco Aldobrandini. Tornato in patria fu elevato alla carica di generale delle galere dell'Ordine di Santo Stefano e gli venne affidato il comando delle truppe toscane destinate a soccorrere la repubblica di Venezia nella difesa delle isole greche contro i turchi.
Montauto, figlio di Bartolomeo e Isabella Appiano, nel 1608 fu destinato col duca Virginio Orsini, a sposare per procura del granduca Cosimo di Toscana, l'arciduchessa Maddalena d'Austria. In tale occasione l'imperatore Rodolfo II lo creò cameriere della chiave d'oro 1608. Nel 1635 fu creato marchese del Sacro Romano Impero con ordine di primogenitura e contemporanea concessione dell'aquila bicipite nello stemma. Nel 1654, con la morte del cugino Annibale Appiano col quale si estinse questo ramo dei principi di Piombino, fu immesso nel possesso dei feudi di Valle e di Montione.
Giulio nato nel 1585, fratello di Montauto, secondogenito di Bartolomeo e Isabella Appiani, entrato nell'Ordine di Santo Stefano nel 1609, divenne nel 1611 gran contestabile succedendo nel 1618 a Iacopo Inghirami nella carica di XI Grande Ammiraglio dell'Ordine.. La reggente granduchessa di Toscana, Maria Maddalena d'Asburgo, lo presentò al fratello principe Leopoldo, il Barbolani passò in Fiandra al comando di truppe e fu consigliere di guerra e di camera alla corte imperiale. Nel 1624 fu nominato XIV Grande Ammiraglio dell'Ordine col grado anche di generale delle galere. Nel 1632 si ritirò dall'Ordine di Santo Stefano e nel 1635 Ferdinando II lo nominò governatore e comandante della fortezza di Livorno. Morì nel 1641 e fu sepolto nella fortezza vecchia di quella città..
Nel 1604 Torquato, cavaliere di Santo Stefano, marchese del Sacro Romano Impero, ambasciatore residente dei granduchi Ferdinando II e Cosimo III presso la Santa Sede, fece costruire e decorare da Pietro da Cortona la cappella di patronato familiare nella chiesa della Santissima Annunziata in Arezzo.
Nel 1635 Ferdinando II, con proprio diploma, assegnò a Fabrizio Barbolani di Montauto e alla sua discendenza il marchesato di Montevitozzo.
Nel 1784 Giulio Filippo, VIII marchese di Montevitozzo, che aveva sposato Vittoria Luisa Malaspina, figlia unica ed erede di Giovanni Manfredi marchese di Filattiera, di Terrarossa e del Sacro Romano Impero, cedette il feudo coi relativi diritti al granduca Pietro Leopoldo, ottenendone in cambio l'uso perpetuo del titolo marchionale. Dal 1804, gentiluomo di camera della regina Maria Luisa d'Etruria e dal 1814 ciambellano di corte del Granduca Ferdinando III, visse splendidamente nel suo grandioso palazzo di via dell'Acqua a Firenze.
Con decreto del 27 agosto 1753 la famiglia Barbolani di Montauto fu iscritta ai ruoli del patriziato fiorentino nelle persone dei marchesi Torquato di Marzio e del marchese Ferdinando di Giulio.
La discendenza di Cesare I, figlio minore di Federigo e di Margherita da Montauto, amministrò la contea fino al Congresso di Vienna (con l'interruzione napoleonica), come fecero altri feudatari, sebbene il Sacro Romano Impero fosse stato sciolto da Francesco II nove anni prima, il 6 agosto 1806.
Giovanni IV e Vittoria furono gli ultimi conti reggenti di Montauto fino al 1815.
Estinta la Contea, i Barbolani si trovano stabilmente a Firenze. Carlotta Barbolani, ultima discendente del ramo possessore del castello di Montauto, sposa Simone Francesco Velluti Zati Duca di San Clemente, e cede alcuni immobili (1880) tra cui l’ancestrale Castello di Montauto che 1963fu riacquistato da Fabrizio Barbolani (1917-2007), erede della casata.

## Linea sovrana dei conti di Montaùto (1040-1815)[15]
| N° | Titolo | Nome                     | Periodo    | Periodo | Note                                                                                                 |
| 1  | Conte  | Ardingo Barbolani        | 1040       |         | ebbe l'investitura dall'imperatore Enrico IV                                                         |
| 2  | Conte  | Ranieri I                | fine 1085  |         | Giunta                                                                                               |
| 3  | Conte  | Guglielmino I            | metà 1100  |         | |
| 4  | Conte  | Ranieri II               | 1170       |         | |
| 5  | Conte  | Maffeo                   | primi 1200 |         | con Alberto I e Guglielmino I                                                                        |
| 6  | Conte  | Alberto II               | 1220       |         | |
| 7  | Conte  | Alberto III              | 1240       |         | |
| 8  | Conte  | Guglielmino II           | 1270       |         | |
| 9  | Conte  | Ubertino I Bocca         | 1301       |         | |
| 10 | Conte  | Ciappetta I              | 1320       |         | Novella Bonacosi; con Andrea, Guido, Bettino, Neri e Bernardino                                      |
| 11 | Conte  | Niccolò I                | 1345       |         | Gora Tarlati; con Bettino II e Tebaldo                                                               |
| 12 | Conte  | Lazzaro I                | 1370       |         | Bartolomea Ubaldini                                                                                  |
| 13 | Conte  | Giovanni I               | 1390       |         | Jacopa da Porciano                                                                                   |
| 14 | Conte  | Niccolò II               | 1420       |         | Contessina Marzi; con Tancredi e Pier Francesco I                                                    |
| 15 | Conte  | Franceschetto I          | 1460       |         | Maddalena Oretta Camajani; con Giovanni II e Antonio I                                               |
| 16 | Conte  | Antonio I                | 1510       |         | Simona della Doccia; con Alberto IV, Pietro I (Pirro), Giovanni III, Tancredi II                     |
| 17 | Conte  | Pier Francesco II (Otto) | 1540       | 1552    | Ricca Scianteschi di Montedoglio                                                                     |
| 18 | Conte  | Federigo I               | 1540       | 1582    | Margherita da Montauto; con Otto, Pirro II, Alberto IV, Bartolomeo I, Leonardo I, poi solo           |
| 19 | Conte  | Francesco I              | 1582       | 1603    | Doralice Baglioni; con Cesare I (la sua discendenza, con Silvia Bentivoglio, governerà fino al 1815) |
| 20 | Conte  | Federigo II              | 1600       | 1615    | Camilla Rossi di San Secondo                                                                         |
| 21 | Conte  | Ulisse I                 | 1610       | 1659    | Maddalena Bulgherini, Ilaria Galliens di Verden                                                      |
| 22 | Conte  | Giovanni Tancredi I      | 1610       | 1630    | |
| 23 | Conte  | Giulio I                 | 1630       | 1641    | Caterina Vettori, Artemisia della Corgna; con Ottavio I                                              |
| 24 | Conte  | Alberto V                | 1660       | 1700    | Isabella Caetani                                                                                     |
| 25 | Conte  | Francesco II             | 1700       | 1735    | |
| 26 | Conte  | Ottavio II               | 1735       | 1770    | Barbara Maniconi                                                                                     |
| 27 | Conte  | Alberto VI               | 1770       | 1788    | Anna della Genga                                                                                     |
| 28 | Conte  | Giovanni IV              | 1788       | 1815    | Vittoria Capei; ultimo conte sovrano                                                                 |

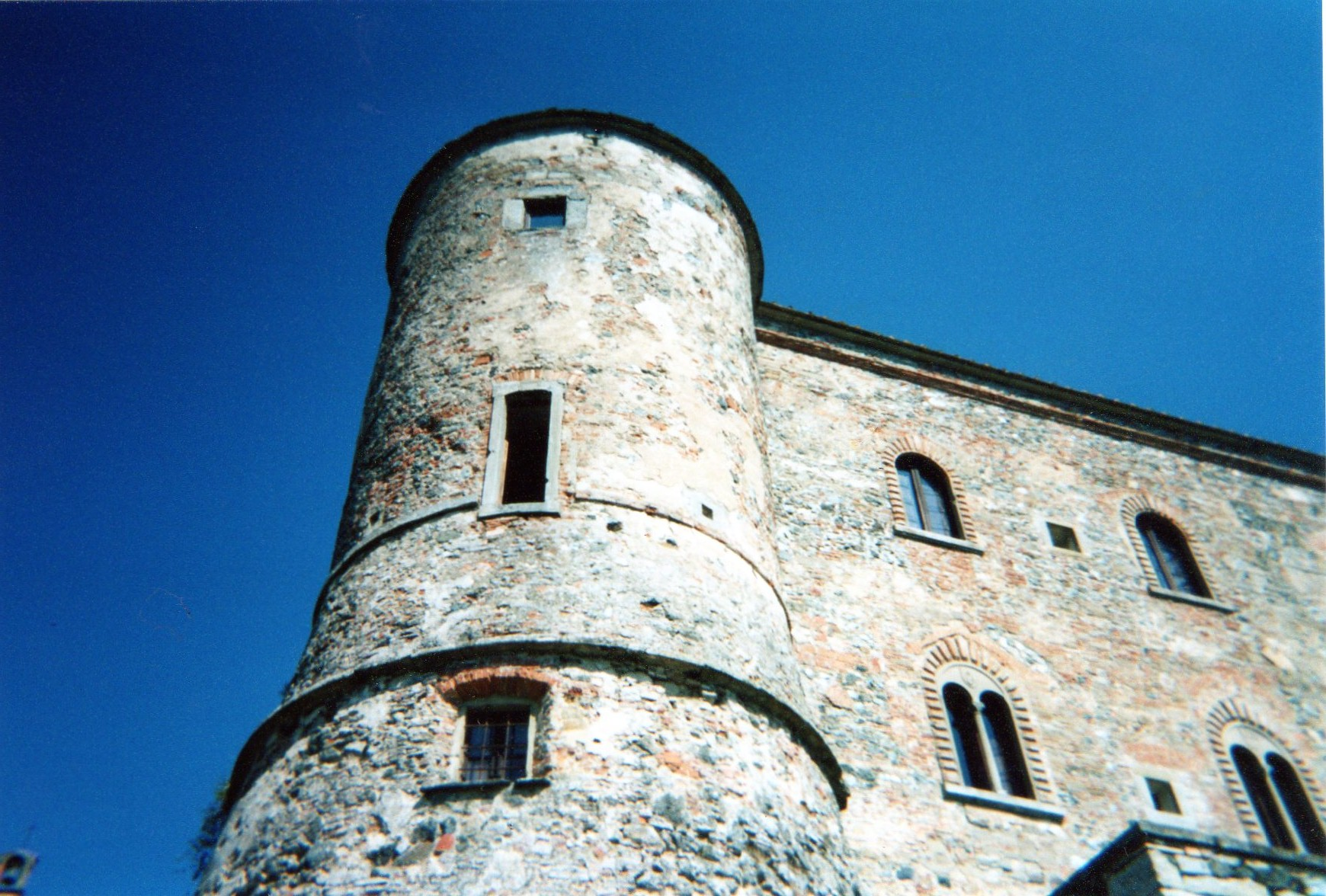
Il castello di Montauto

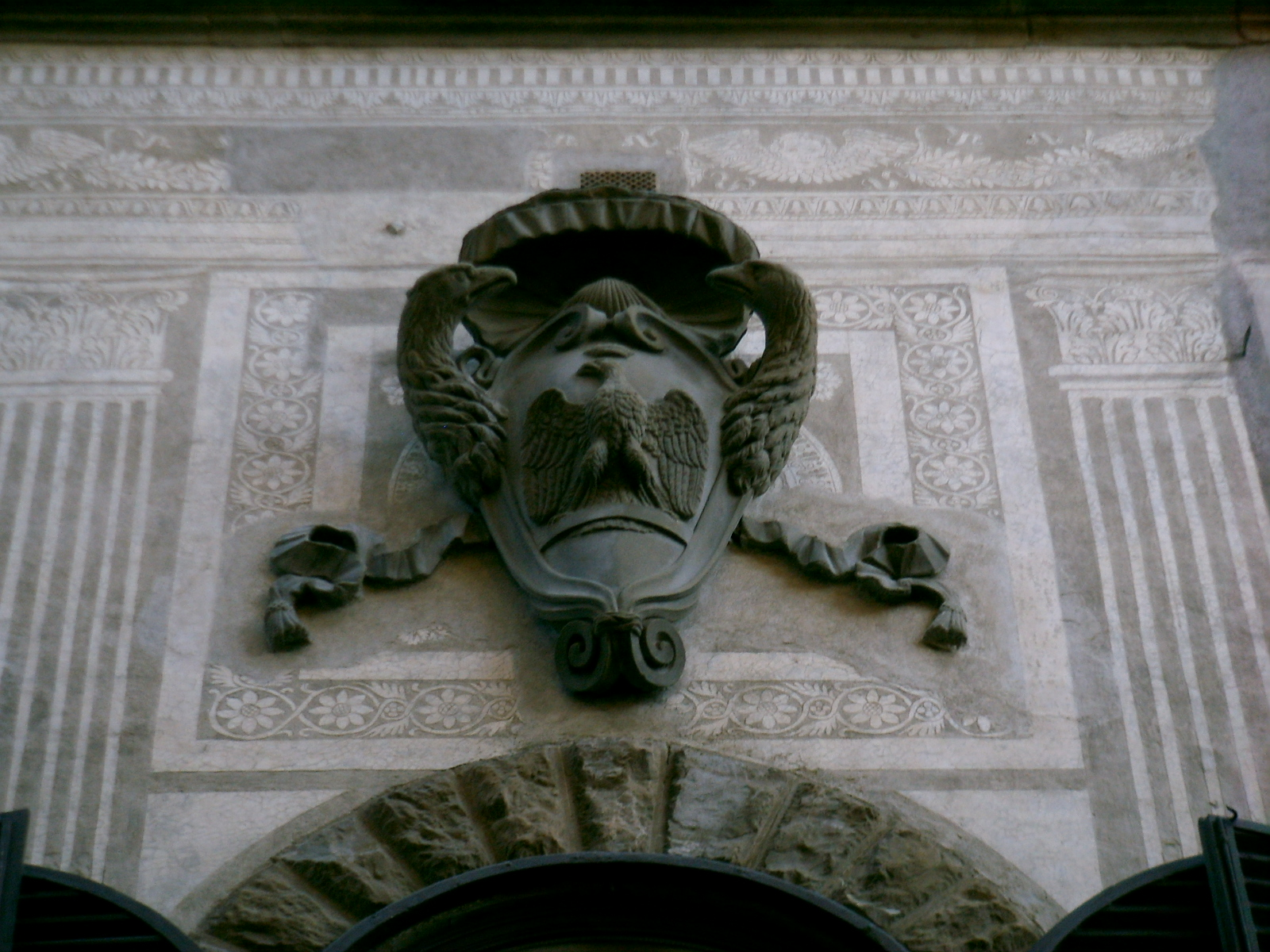
Lo stemma dei Barbolani
(palazzo di via Ginori, Firenze)

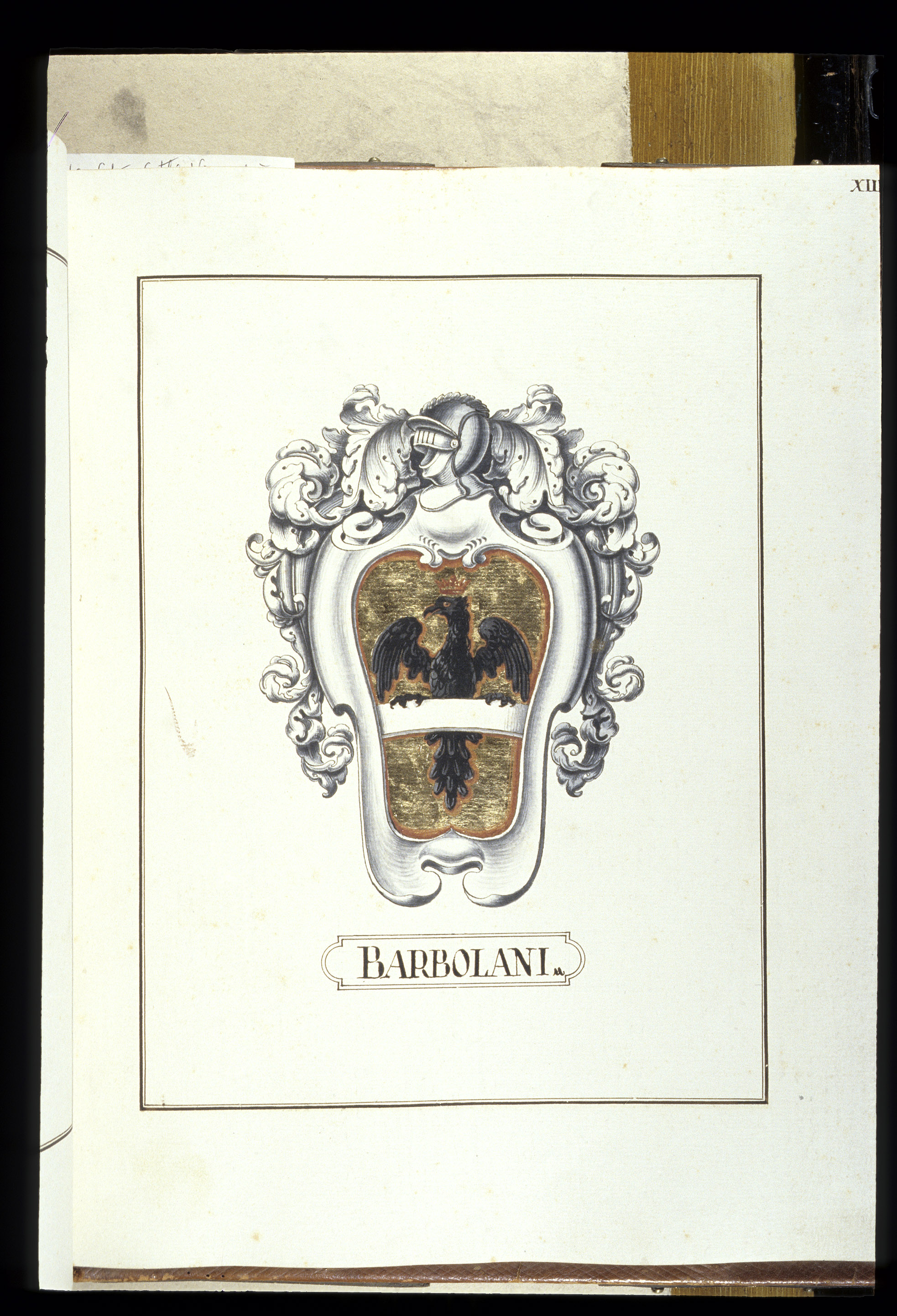
Aquila monocipite in Ceramelli Papiani, Arch. di Stato, Firenze

La famiglia è ancora fiorente. I figli dell'ultimo conte Reggente Giovanni IV e di Vittoria Capei inaugurarono alcuni rami e furono: Federigo (sposò Adele Alberti), Francesco, Cristina ed Isabella. L'avito castello di Montaùto è ritornato nel possesso dei Barbolani dopo che, con l'estinzione della contea, fu venduto dal S. Clemente ai Boncompagni Ludovisi e ad altri.

## Lo stemma
A) D'oro all'aquila al volo abbassato di nero, allumata e linguata di rosso, rostrata, armata e coronata nel campo, posata sulla fascia diminuita e abbassata d'azzurro, attraversante sulla coda.
Appartiene alla linea discendente da Bartolomeo e Giulio di Asdrubale, gentiluomo di camera di Cosimo III, ascritto alla cittadinanza fiorentina nel gonfalone Lion bianco nel 1721.
B) D'oro, all'aquila bicipite dal volo abbassato di nero coronata del campo, posata sulla fascia diminuita abbassata e attraversante d'azzurro.
Appartiene alle linee discendenti da Alberto e da Antonio; Francesco di Muzio Barbolani, cavaliere di Santo Stefano, fu ascritto alla cittadinanza fiorentina nel gonfalone Drago, Santo Spirito, nel 1660.
L'aquila dello stemma è legata ai rapporti della famiglia con gli imperatori, in quanto feudatari nel territorio aretino.

## Immobili storici
Le dimore storiche che testimoniano il passato della famiglia sono:
- Castello di Galbino. Sede del ramo di Galbino, ha quattro torri cilindriche che cingono un solido quadrilatero con torre al centro, ingentilito da una splendida loggia e da finestroni rinascimentali e barocchi.
- Castello di Montauto. Massiccio fortilizio duecentesco, con grande torrione angolare, in gran parte ricostruito in epoca rinascimentale, posto sulla sommità del Monte Acuto, dominante l'alta Valtiberina, che ospitò più volte san Francesco d'Assisi nel corso dei suoi pellegrinaggi alla Verna, inserito da Leonardo da Vinci nelle mappe della regione.
- Convento dei Cappuccini. Non lontano dal castello e molto caro ai conti di Montauto, vi furono sepolti Federigo I e Margherita.
- Palazzo Barbolani di Montauto, in via Ginori a Firenze, è pervenuto alla famiglia dai Gerini nel secolo XIX.
- Palazzo Barbolani di Montauto, via S. Lorentino 25, in Arezzo: fu acquistato dalla famiglia nel secolo XVIII e successivamente passato di mano in mano. Fu sede del Comando Prov. Carabinieri di Arezzo, Università di Siena, assessorato all’Agricoltura.
- Palazzo Non Finito, via de Pescioni 2, Arezzo
- Torre di Montauto, in via San Carlo a Bellosguardo, Firenze.
- Villa La Barbolana. Inusuale esempio di Villa privata fortificata cinquecentesca, sulle pendici sud-orientali di Montauto, nel territorio di Anghiari. Severo edificio su due piani con torre centrale, fossato circostante e ponti di accesso.
- Castello di Montevitozzo, presso Montevitozzo, Sorano, Gr .
- Palazzo Barbolani di Colledimacine (Chieti). Palazzo signorile del XVIII-XUX secolo. Fu proprietà degli avi del diplomatico Raffaele Ulisse Barbolani.

- Villa Orsini di Montevitozzo, presso Sorano, pervenne alla famiglia nel Seicento, quando fu investita del feudo di Montevitozzo, successivamente elevato a marchesato.
- Villa di Palazzetti, Arezzo, esempio di costruzione nobiliare campagnola.